# 石井镇 (南安市)
石井镇是中国福建省泉州市南安市下辖的一个镇。是延平王鄭成功的故鄉。

## 行政区划
石井镇共辖1个社区和25个行政村，分别是：
石井社区、苏内村、下房村、联丰村、院下村、促进村、后店村、三乡村、林柄村、营前村、田东村、仙景村、老港村、桥头村、和美村、奎霞村、惜坂村、古山村、郭前村、杨山村、院前村、岑兜村、溪东村、菊江村、前坂村、西福村、奎霞村。